# Sophronica bowringi
Sophronica bowringi är en skalbaggsart som först beskrevs av J. Linsley Gressitt 1939.  Sophronica bowringi ingår i släktet Sophronica och familjen långhorningar. Inga underarter finns listade i Catalogue of Life.